# Jekatěrina Saltykovová
Jekatěrina Vasilevna Saltykovová, rusky: Екатерина Васильевна Салтыкова, rozená Dolgorukovová (23. dubna 1791, Petrohrad – 18. ledna 1863) byla ruská dvorní dáma carevny Alžběty Alexejevny. Byla provdána ta Sergeje Nikolajeviče Saltykovova. V letech 1840-55 sloužila jako hlavní dvorní dáma korunnímu princi a v letech 1855-63 carovi, díky čemuž měla značný politický vliv u dvora.

## Život
Jekatěrina byla dcerou knížete Vasilije Vasiljeviče Dolgorukova a kněžny Jekatěriny Fjodorovny Barjatinské. Narodila se v Petrohradě, kde strávila své první roky život. V roce 1799 byla rodina Dolgorukovových zapuzena carem Pavlem I. a na jaře roku 1800 odešla do zahraničí. Synové Dolgorukovových, Vasilij a Nikolaj, byli v roce 1802 přijati na univerzitu ve Štrasburku, zatímco Jekatěrina zůstala s rodiči.
Jekatěrina získala domácí vzdělání, byla skvělou hudebnicí a tanečnicí. Dolgorukovové často cestovali po Evropě, dva roky žili v Drážďanech, poté v Paříži. V roce 1803 cestovali do Švýcarska a Itálie, zimu 1804-05 strávili v Neapoli. V roce 1806 žili ve Vídni a v roce 1807 se vrátili do Ruska. V Petrohradě se Dolgorukovovi usadili v pronajatém domě hraběte N. I. Saltykova na palácovém nábřeží, který kdysi darovala polnímu maršálovi carevna Kateřina II. Kvůli dlouhé nepřítomnosti byla rodina Dolgorukovů znovu představena soudu. 22. července 1808 se stala Jekatěrina dvorní dámou carevny.
Brzy se provdala za hraběte Sergeje Nikolajeviče Saltykova, nejmladšího syna N. I. Saltykova. Svatba se konala 28. října 1808 v Petrohradě v kostele Nanebevstoupení Páně v admiralitních osadách. Manželství nebylo šťasté. Car Alexandr I. navrhl Jekatěrině, aby se s ní rozvedla se svým manželem a provdala se znovu. Jekatěrina ale byla velmi pobožná a odmítla carův návrh.
30. srpna 1814 byli Saltykovové povýšeni do knížecího stavu. V roce 1828 Jekatěrina ovdověla a neměla žádné děti.
Jekatěrina celý svůj život sloužila u dvora a byla jednou z nejbližších osob carské rodiny. Dne 30. června 1835 byl jí udělen titul státní dvorní dámy. V letech 1840-55 byla hlavní dvorní dámou korunního prince Alexandra Nikolajeviče, budoucího cara Alexandra II. Dne 28. srpna 1856 jí byl udělen Řád sv. Kateřiny. U dvoru se těšila velkému vlivu a moci.